# Талович, Данин
Данин Талович (серб. Данин Таловић; род. 8 марта 1995) — черногорский футболист, нападающий клуба «Абдыш-Ата».

## Биография
Начал карьеру в составе «Рудар» из Плевля. В чемпионате Черногории дебютировал 31 августа 2013 года в матче против «Петроваца» (0:1). В сезоне 2014/15 вместе с командой стал чемпионом Черногории. В дальнейшем выступал за клубы Второй лиги Черногории — «Езеро» (2015—2016), «Беране» (2016), «Плевля 1997» (2017) и «Ловчен» (2017—2018). В 2018 году вернулся в «Рудар», где проведя 5 матчей в чемпионате Черногории, перешёл в «Езеро». Первую половину сезона 2019/20 отыграл в косоварской команде «Фламуртари», а вторую — в черногорском «Ибаре». Летом 2020 года перешёл в «Рудар», где отыграв один год, отправился в индонезийский «Персикабо 1973». В индонезийском чемпионате отыграл лишь 6 игр, после чего в четвёртый раз отправился в «Рудар».
В марте 2023 года заключил годичный контракт с бишкекским «Дордоем». Дебют в чемпионате Кыргызстана для черногорца состоялся 3 апреля 2023 года в игре с «Мурас Юнайтед» (1:1). По итогам сезона 2023 года Талович забил 14 голов, став лучшим бомбардиром турнира и был признан лучшим игроком чемпионата.
В феврале 2024 года черногорский нападающий перешёл в ливанскую «Сафу», а в августе 2024 года — в северомакедонскую «Бесу» (Добри Дол).
С января 2025 года — игрок «Абдыш-Аты».

## Достижения
- Чемпион Черногории: 2014/15
- Бронзовый призёр чемпионата Кыргызстана: 2023
- Лучший бомбардир чемпионата Кыргызстана: 2023
- Лучший игрок чемпионата Кыргызстана: 2023